# Виллорба
Виллорба (итал. Villorba) — коммуна в Италии, располагается в провинции Тревизо области Венеция.
Население составляет 17 567 человек (на 2004 г.), плотность населения составляет 564 чел./км². Занимает площадь 30 км². Почтовый индекс — 31050. Телефонный код — 0422.
Покровителями коммуны почитаются святитель Фабиан, папа римский,  и святой Себастьян, празднование 20 января.